# Giorno maledetto
Giorno maledetto (Bad Day at Black Rock) è un film del 1955 diretto da John Sturges.
Il film è stato sceneggiato da Don McGuire e Millard Kaufman ed è tratto dal racconto Bad Time at Honda di Howard Breslin, apparso in The American Magazine del gennaio 1947. Presentato in concorso all'8º Festival di Cannes, il film ha valso a Spencer Tracy, l'attore protagonista, il premio per la migliore interpretazione.

## Trama
Le vicende del film si svolgono nell'arco di 24 ore, due mesi dopo la fine della seconda guerra mondiale (autunno del 1945), a Black Rock, una piccola e desolata località in una regione deserta degli Stati Uniti sud-occidentali. Per la prima volta, dopo quattro anni, un treno passeggeri della Southern Pacific Railroad si ferma nella stazione locale: ne scende John Macreedy, un uomo anziano, con una menomazione al braccio sinistro. Macreedy chiede di una località chiamata "La Steppaia"; ma i pochi residenti di Black Rock gli si mostrano ostili: Pete Wirth, il giovane portiere del locale albergo, afferma di non avere camere libere, mentre un altro abitante, Hector David, lo minaccia apertamente. Reno Smith, il boss della cittadina e proprietario della "Steppaia", dice a Macreedy che quel terreno era stato affittato a un certo Komoko, un nippo-americano internato durante la guerra, di cui da allora si era persa ogni traccia.
Convinto che qualcosa non vada, Macreedy si rivolge allo sceriffo Tim Horn; ma costui, un alcolizzato, mostra chiaramente di aver paura di Smith e non collabora. Mostra invece simpatia per Macreedy Doc Velie, veterinario e becchino del paese, il quale tuttavia gli consiglia di lasciare immediatamente la città. Poco dopo, Smith si lascia sfuggire che Komoko è morto. Macreedy affitta una Jeep da Liz Wirth, la sorella di Pete: raggiunge la "Steppaia", la località brulla dove aveva abitato Komoko, vi trova i resti di una fattoria incendiata e, sul terreno, dei fiori, simili a margherite, che Macreedy ha visto in guerra crescere nei terreni in cui erano stati inumati senza bara i corpi dei soldati. Quando Macreedy è sulla via del ritorno, un altro accolito di Smith, Coley Trimble, tenta d'investirlo con l'automobile.
Più tardi Macreedy incontra nuovamente Smith, il quale gli chiede che cosa gli sia capitato al braccio: Macreedy gli risponde di averne perso l'uso in guerra, durante la Campagna d'Italia, e gli parla inoltre dei fiori visti alla "Steppaia", che lo inducono a sospettare che vi sia sepolto un cadavere. Smith rivela a Macreedy di essere visceralmente anti-giapponese, di aver cercato di arruolarsi il giorno dopo l'attacco di Pearl Harbor, ma che la sua domanda era stata respinta.
Le intimidazioni dei residenti di Black Rock verso Macreedy si fanno più frequenti. Impossibilitato a lasciare il paese per mancanza di mezzi di trasporto, Macreedy cerca di mettersi in contatto con la polizia di stato, ma Pete gli impedisce di usare il telefono. Doc Velie gli confida che qualcosa di terribile è accaduto quattro anni fa e che Smith incute troppa paura perché qualcuno parli. Doc Velie offre a Macreedy il proprio carro funebre perché lasci la città, ma il veicolo non si avvia; mentre i due cercano di riparalo, si avvicina a loro Hector, che mette definitivamente fuori uso il carro, strappando cavi e candele. Macreedy si reca alla stazione ferroviaria e detta al telegrafista Hastings un telegramma indirizzato alla polizia di stato. Più tardi, mentre Macreedy sta pranzando, giunge Trimble, il quale prima cerca di provocarlo con insulti e offese, poi lo aggredisce: Macreedy riesce a metterlo fuori combattimento ricorrendo al karate e alla lotta giapponese, quindi affronta Smith, presente all'aggressione, dicendogli di sapere che ha ucciso Komoko e che, troppo vile per farlo da solo, si è fatto aiutare da Hector, Pete e Coley.
Macreedy si dirige poi all'albergo, nella speranza che Smith e i suoi uomini non osino attaccarlo in un luogo pubblico. Ma Smith e i suoi scagnozzi sono già nell'androne. Giunge Hastings, che si accinge a consegnare un telegramma a Smith: Macreedy glielo strappa di mano e scopre che è il suo telegramma, che Hastings non ha inviato. Macreedy e Doc Velie chiedono l'intervento dello sceriffo Horn contro le illegalità di Hastings e Smith. Horn cerca di affrontare Smith, ma costui gli strappa il distintivo e lo consegna a Hector nominandolo sceriffo; Hector, a sua volta, minaccia di arresto Macreedy e distrugge il telegramma.
Dopo che Smith ed Hector sono andati via, Macreedy rivela a Doc Velie che la perdita del braccio lo aveva lasciato in uno stato di autocommiserazione, ma i tentativi di Smith di intimorirlo e di ucciderlo gli stanno restituendo l'antico vigore. Macreedy rivela di essere giunto a Black Rock per consegnare a Komoko la medaglia al valore assegnata alla memoria del figlio, soldato in servizio in Italia nella stessa unità di Macreedy, caduto in combattimento nel tentativo di salvare proprio Macreedy, che era rimasto ferito. Allora, Pete, pentito, gli rivela quel che è accaduto: Komoko, giunto in paese, aveva preso in affitto da Smith il terreno della "Steppaia", che Smith riteneva non coltivabile per mancanza di acqua. Komoko, tuttavia, aveva scavato un pozzo profondo che gli aveva permesso di trovare l'acqua e, installata una pompa, di coltivare il terreno ormai irriguo. Ciò aveva causato in Smith risentimento e astio. Dopo Pearl Harbor, Smith, frustrato per il mancato arruolamento, si era ubriacato con i suoi amici e aveva deciso di sfogare la sua frustrazione su Komoko organizzando una spedizione punitiva contro di lui, giapponese di origine. Per stanare Komoko, che si era barricato all'interno della sua abitazione, gli uomini di Smith le avevano dato fuoco, e Smith lo aveva ucciso sparandogli quando Komoko era uscito dalla casa in fiamme.
Doc Velie, Pete e sua sorella Liz cercano ora di aiutare Macreedy. Liz cerca di portarlo con la sua Jeep in una località vicina perché possa ritornare a casa. L'automobile viene tuttavia fatta fermare in un canyon. Macreedy si rende conto di essere caduto in un'imboscata. Quando Smith inizia a sparare contro di lui, Macreedy si rifugia dietro la jeep. Liz vuole mettersi al fianco di Smith, che però la uccide sparandole. Macreedy, allora, scolando la benzina dal serbatoio della jeep, riempie una bottiglia fabbricando una bottiglia Molotov, che scaglia contro Smith, i cui abiti prendono fuoco. Allora Macreedy ritorna a Black Rock, portando in macchina Smith, ferito, e il cadavere di Liz. Galvanizzato da Macreedy, lo sceriffo Horn, con l'aiuto di Doc Velie, trova il coraggio di mettere in carcere Hector e Trimble. Viene chiamata la polizia di stato. Prima di andarsene in treno, Macreedy consegna a Doc Velie la medaglia di Komoko.

## Riconoscimenti
- Festival di Cannes 1955
  - Migliore interpretazione maschile (Spencer Tracy)

Il film ha ricevuto tre nomination ai Premi Oscar 1956: miglior regista, miglior attore protagonista e miglior sceneggiatura.
Nel 1955 il National Board of Review of Motion Pictures l'ha inserito nella lista dei migliori dieci film dell'anno.
Nel 2018 è stato scelto per la conservazione nel National Film Registry della Biblioteca del Congresso degli Stati Uniti